# Peanuts (película 1996)
Peanuts (en japonés: 落華星 ピイナッツ, Piinattsu: Rakkasei?) es una película japonesa de acción y comedia de 1996 dirigida por Takashi Miike.

## Argumento
Dos tipos duros y misteriosos, Ryuji Hoshikawa y Kyotaro Ochiai, ganan dinero en hipódromo, pero Tetsu, un miembro del clan Hyakkikai que se hace pasar por un vendedor de coches en el concesionario de automóviles, les estafara algunas de sus ganancias. El Sr. Makimura, un anciano vendedor de pescado, no puede pagar sus deudas de juego con el clan Hyakkikai, por lo que intenta suicidarse saltado enfrente de un automóvil, el cual es conducido por Ryuji y Kyotaro, pero se detienen a tiempo y lo ayudanran robando un garito de juego que pertenece al clan Hyakkikai y dándole la mayor parte de su dinero. Todo esto solo será el principio de los problemas que surgirán ente los dos protagonistas y el clan Hyakkikai.

## Reparto
| Actor           | Papel                  |
| --------------- | ---------------------- |
| Riki Takeuchi   | Kyōtarō                |
| Koyo Maeda      | Ryuji                  |
| Kenji Imai      | Jefe del clan Kurogane |
| Hiroshi Katsuno |                        |
| Mai Kitajima    |                        |
| Hitoe Ohtake    |                        |

## Lanzamiento y secuelas
Peanuts fue lanzada, en Japón, directamente a vídeo (VHS) para el mercado del V-Cinema, el 17 de mayo de 1996 por Pony Canyon,y en DVD, el 20 de octubre de 2006 distribuido por ICHI Corporation y vendido por Line Communications Inc.
Tras la producción de Peanuts de Takashi Miike, le siguieron dos secuelas más dirigidas por Masato Sasaki y protagonizadas por dos protagonistas distintos, Kojiro Shimizu y Yuji Kishimoto.
- New Peanuts 1 (en japonés: 新 ピイナッツ1, Shin Piinattsu 1?) Lanzada directamente a video (VHS) el 18 de junio de 1997,[5]y en DVD el 20 de octubre de 2006, en Japón.[6]
- New Peanuts 2 (en japonés: 新 ピイナッツ2, Shin Piinattsu 2?) Lanzada directamente a video (VHS) el 21 de enero de 1998,[7]y en DVD el 20 de octubre de 2006, en Japón.[8]

Tuvo una edición especial en DVD lanzada 20 de octubre de 2006 en Japón, titulada: Peanuts DVD-BOX (en japonés: ピイナッツ DVD-BOX, Piinattsu DVD-BOX?), que contiene las tres películas.

## Recepción
El crítico Panos Kotzathanasis, en una reseña para Asian Movie Pulse, escribió: «El bajo presupuesto de la película es, una vez más, bastante obvio, y es el mayor problema que tuvo que afrontar Miike para presentar una obra atractiva, además del guion, por supuesto.
Por otro lado, esta vez encontré las actuaciones bastante buenas, con Koyo Maeda como Ryuji y Riki Takeuchi como Kyotaro luciendo geniales todo el tiempo, a pesar de su evidente ingenuidad, mientras que su química es una de las mejores ventajas de la película.
“Peanuts” incluye todos los problemas que sufrieron los primeros años de la carrera de Miike, en su mayoría derivados de malos guiones y falta de financiación, pero creo que, dentro de este tipo de producciones, es una de las mejores, sobre todo porque algunos atisbos de su estilo posterior y La destreza general es evidente en la película».
Cezary Jan Strusiewicz para Tokyo Weekender, comento: «Peanuts, una comedia de 1996, es probablemente una de sus obras menos apreciadas. Lo bueno que tiene es que todo el humor proviene de la miseria humana. Ejemplifica la famosa cita de Mel Brook: “La tragedia es cuando me corto el dedo. La comedia es cuando caes en una alcantarilla abierta y mueres”. Eso es Peanuts, un juego de palabras».